# Westin Book-Cadillac Detroit
Pour les articles homonymes, voir Westin (homonymie).
Le Westin Book-Cadillac Detroit est un gratte-ciel de 106 mètres de hauteur (hauteur du toit) construit à Détroit de 1923 à 1924 dans un Style néo-Renaissance. 
Les promoteurs de l'immeuble étaient les frères Brook qui ont lancé d'autres gratte-ciel à Detroit.
L'architecte est Louis Kamper qui a aussi conçu à Detroit la Book Tower et la Broderick Tower Lofts
L'immeuble a été rénové de 2006 à 2008 pour comprendre 455 chambres d'hôtels de la chaîne Westin Hotels & Resorts , 67 appartements de luxe dans les 9 derniers étages, et sur le côté nord de l'édifice, une piscine et un centre de fitness.